# Adolfo Borgognoni
Adolfo Borgognoni (Corropoli, 4 novembre 1840 – Pavia, 31 ottobre 1893) è stato un poeta, scrittore e critico letterario italiano.
Fu battezzato come Luigi. Fu professore di letteratura italiana all'Università di Pavia.

## Biografia
Nacque a Corropoli, in provincia di Teramo, dove il padre Camillo esercitava la professione di medico condotto. Dopo il trasferimento del padre a Budrio, proseguì gli studi a Bologna dove nel 1860 si laureò in giurisprudenza.
La vicenda umana e professionale di Borgognoni fu indirizzata e influenzata dall'amicizia con Giosuè Carducci del quale il giovane Adolfo frequentò le lezioni universitarie e che gli trasmise l'amore per la letteratura e la passione politica per la fede repubblicana. 
Abbandonato lo studio del diritto si dedicò all'insegnamento di letteratura italiana prima a Imola, presso il ginnasio, poi a Ravenna, presso l'Istituto Tecnico e quindi nel Liceo. 
Dal 1863 iniziò a pubblicare versi, studi letterari e articoli di argomento politico su numerosi periodici repubblicani. L'azione politica svolta gli valse persecuzioni e un breve periodo di latitanza. 
Nel 1889 vinse la cattedra di letteratura italiana all'Università di Pavia, la stessa che era stata di Ugo Foscolo e di Vincenzo Monti.
A Pavia ricevette più volte la visita dell'amico Carducci nella casa di piazza della Rosa dove spesso si raccoglievano in conversazione studenti e colleghi.
Proprio a Pavia Borgognoni morì il 31 ottobre 1893.
Alcune delle sue posizioni critiche trovarono una accoglienza da parte di Benedetto Croce che nel 1913 curò la stampa di una raccolta postuma di saggi letterari di Borgognoni.

## Opere
- Fiori, fronde e stecchi, Bologna, Tipografia Mareggiani all'insegna dell'arte, 1863;
- Studi d'erudizione e d'arte, 2 voll., Bologna, Romagnoli 1877-1878;
- Il canto dello sbadiglio, Ravenna, Zirardini, 1878.
- Studi contemporanei, Roma, Sommaruga, 1884;
- Studi di letteratura storica, Bologna, 1891;
- Scelta di scritti danteschi, [raccolta postuma] a cura di Riccardo Truffi,, Città di Castello, Lapi, 1897;
- Disciplina e spontaneità nell'arte. Saggi letterari raccolti da Benedetto Croce, Bari, Laterza, 1913.

## Iconografia
- Ritrae l'artista un bassorilievo, opera della scultore Alfonso Tentarelli, collocato nell'atrio della scuola elementare di Corropoli.